# P.C. Boutens
Pieter Cornelis Boutens (né à Middelbourg le 20 février 1870, mort à La Haye le 14 mars 1943), connu sous le nom de P.C. Boutens, est un poète néerlandais, traducteur et spécialiste des études classiques. Il développa un style très personnel, à la fois ésotérique et mystique, cherchant l’atteinte de la beauté transcendantale et immortelle.

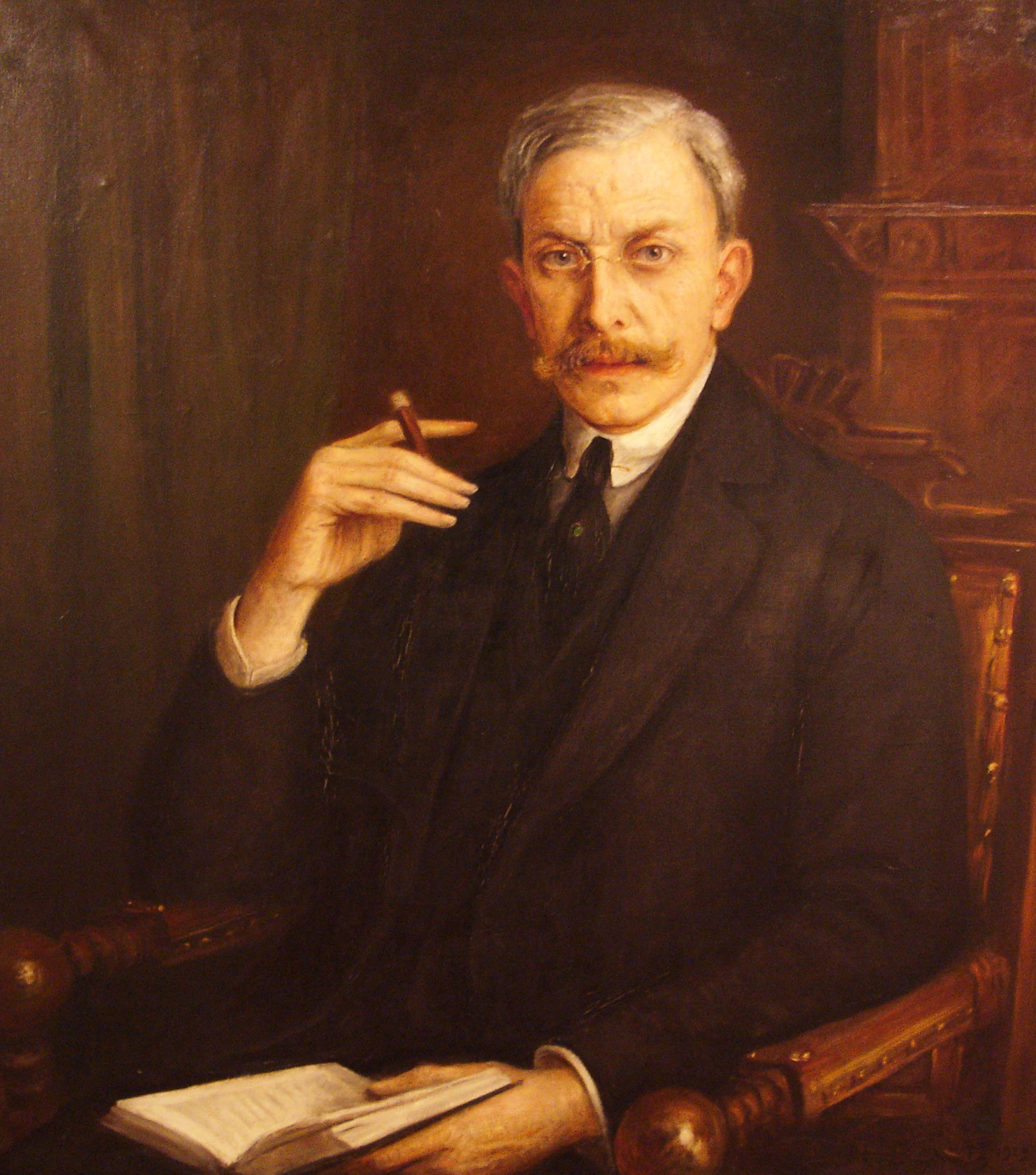
Pieter Cornelis Boutens par Max von Seydewitz (Collection Zeeuwe Bibliotheek).

## Biographie
Né à Middelbourg, chef-lieu de la province de Zélande, P.C. Boutens grandit dans une famille de la classe moyenne professant un protestantisme rigoureux. Après avoir terminé ses études secondaires dans cette ville, il étudie à partir de 1890 les langues classiques à l’Université d’Utrecht et obtint son doctorat en 1899 avec la rédaction d’une thèse sur Aristophane.
Il fait ses débuts comme poète en 1891 en publiant dans l’Utrechtse Studenten Almanak (Almanach des étudiants de l’université d’Utrecht) des poèmes inspirés par les Verses  de Herman Gorter. Son œuvre s’étend sur quarante-cinq ans au cours desquelles il publie une vingtaine de recueils de poésie, ainsi que de nombreuses traductions tant d’écrivains grecs antiques (on lui doit une traduction de l’Iliade et de l’Odyssée) que de poètes étrangers comme Louise Labé, Novalis et Dante Gabriel Rossetti.
En 1894, il obtient un poste d’enseignant de langues classiques au pensionnat Noorthley pour garçons à Voorschoten, près de La Haye, maison d’enseignement pour jeunes hommes fortunés de l’aristocratie néerlandaise. Tombé malade en 1904, il doit prendre de longues vacances dans le Tyrol après quoi il s’établit à La Haye où il gagne sa vie en donnant des cours privés tout en recevant l’appui financier de gens fortunés dont il avait fait la connaissance à Noorthley. Parmi ceux-ci se trouvent son ancien élève Anton Johan Adriaan, baron van Herzeele, ainsi que l’industriel et écrivain Arij Prins. 
Pendant ces années, il travaille activement à la promotion de la littérature par le truchement de l’association Vereniging van Letterkundigen, fondée en 1905 et dont il devient le président en 1918.  Grâce à son esprit d’entreprise il fait un succès du fonds pour la création littéraire (Ondersteuningsfonds voor behoeftige letterkindigen). Le même succès couronne son activité à la fondation Willem Kloosfonds, également consacrée à la promotion de la littérature.
En 1919 il fait paraitre un recueil homo-érotique, intitulé Strofen van Andries de Hoghe, qui est présenté comme les vers d’un jeune poète très tôt décédé. Ce n'est toutefois qu’en 1983 que Wouter Blok peut démontrer que cette œuvre était bien de lui et non du poète auquel il l’attribuait. Bien qu’il n’ait pas été ouvertement homosexuel, des rumeurs couraient à son sujet, notamment parce qu’il habitait avec son ami Cornelis van Duyvenbode, officiellement présenté comme «son domestique». Ces rumeurs furent suffisantes pour que le gouvernement de Rujis de Beerenbrouck lui refuse une distinction officielle en 1930.
Une autre controverse survient en 1937 lors du mariage de la princesse Juliana et du prince Bernhard van Lippe-Biesterfeld. Boutens publie un poème Een nieuwe lente op Hollands erf (« Un printemps nouveau au pays de Hollande ») accompagné d’un dessin d’André van der Vossen dont la version imprimée, qui est distribuée à tous les écoliers du pays, conduisant à une violente controverse en raison du fait que la huitième strophe avait été supprimée. Bien qu’apolitique de nature, Boutens devient durant l’occupation allemande de la Seconde Guerre mondiale membre de la  Nederlandsche Kultuurkamer (Association de la culture néerlandaise), association professionnelle d’artistes liée à l’occupant. Ce faisant, il tente avant tout de sauver l'argent du Willem Kloosfonds, mais son adhésion est considérée comme une tache sur sa réputation. Il ne voit pas la fin de la guerre et s’éteint à La Haye en 1943 à l’âge de 73 ans. Ne pouvant être inhumé dans sa province natale en raison de la guerre, il est enterré à La Haye où l(on peut lire sur sa pierre tombale: En Alleen is leven leven als het tot den dood ontroert (« Et seule est une vie celle qui nous émeut jusqu’à la mort ») .

## Style
À ses débuts, Boutens est influencé par le mouvement des Tachtigers. Il leur emprunte son penchant pour les néologismes et son amour esthétique des « mots ». Comme les symbolistes français, il considérait la langue comme un moyen de se rapprocher de la beauté transcendantale. Il devait s’éloigner progressivement des descriptions impressionnistes de sa génération pour développer un style propre mettant en valeur sa vision philosophique. Il traduisit en poésie les idées de Platon et, visant la recherche d’une «réalité plus haute», tentera de percevoir ce qu’il appellera «le secret de Dieu», la poésie devenant ainsi la clé permettant de comprendre cette énigme qu’est l’univers. Dans ses derniers ouvrages, de Stemmen (1907; «Les voix») à Lentemaan (1916; "La lune du printemps"), il aborde notamment les thèmes de la solitude, de la douleur et de la mort dans un style qui allie une grande maitrise de la forme à une grande liberté du rythme.

## Œuvre poétique
- 1898 - Verzen
- 1902 - Praeludiën
- 1903 - Naenia (poème)
- 1907 - Stemmen
- 1908 - Beatrijs
- 1908 - Spel van Platoons leven
- 1909 - Vergeten liedjes
- 1910 - Alianora
- 1912 - Carmina
- 1916 - Lente-maan

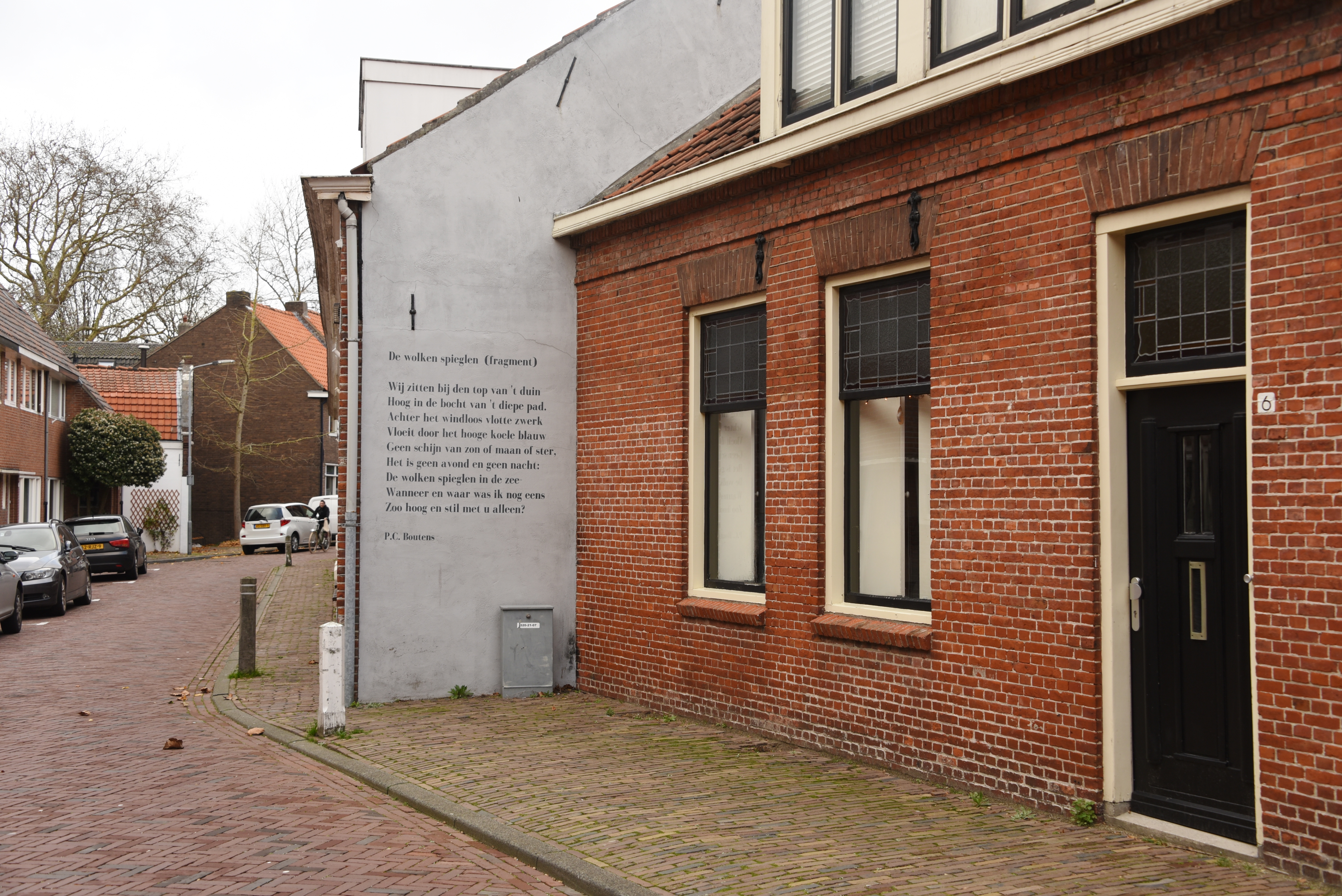
Poème de Boutens sur le mur d'une maison à Middelburg

- 1919 - Strofen uit de nalatenschap van Andries de Hoghe
- 1920 - Sonnetten
- 1920 - Elektra, Drama van Sofokles
- 1921 - Liederen van Isoude
- 1922 - Zomerwolken
- 1926 - De sonnetten van Louis Labé
- 1930 - Oud-Perzische kwatrijnen
- 1931 - Bezonnen verzen
- 1932 - Honderd Hollandsche kwatrijnen
- 1932 - Strofen en andere verzen uit de nalatenschap van Andries de Hoghe
- 1937 - Een nieuwe lente op Hollands erf
- 1941 - Een lied van Isoude, dessins:  Willem Hussem, Orpheus (A.A.M. Stols)
- 1942 - In den keerkring. Zeven gedichten
- 1942 - Tusschenspelen
- 1942 - Gegeven keur
- 1943 - 1954 - Verzameld werk (sept vol. publiés après sa mort)
- 1968 Verzamelde lyriek (deux vol.)

## Prix
- 1913 - Prix Tollens  pour son œuvre complète
- 1914 - Prix Nieuwe Gids pour Carmina
- 1925 - Prix Meesterschap pour Zomerwolken

On trouvera sur le site Schrijversinfo.nl une liste complète de ses traductions d’auteurs antiques (Platon, Eschyle, Sophocle, Sapho, Homère, …) et modernes (Oscar Wilde, Louise Labé, Novalis, Dante Gabriël Rossetti, Omar Khayyám, …)

### Note
1. ↑  Terme signifiant « quatre-vingt ». Créé en 1880, ce mouvement s’opposa à celui des Romantiques, prédécesseurs des Tachtigers, et fut principalement influencé par l’impressionnisme et le naturalisme.